# Ryan Kitto
Ryan Kitto (McLaren Flat, 9 agosto 1994) è un calciatore australiano, difensore dell'Adelaide Utd.

## Caratteristiche tecniche
È un terzino sinistro.

## Carriera

### Club
Cresciuto nelle giovanili del West Torrens Birkalla, ha poi firmato per l' Adelaide Utd, militante in A-League. Ha fatto il suo debutto con l'Adelaide United il 26 ottobre 2013, nella sfida contro i C.C. Mariners.
Nel febbraio del 2015 ha fatto ritorno al West Torrens Birkalla, conquistando al termine della stagione il premio di "miglior giocatore dell'anno" della NPL SA, dopo aver collezionato 17 reti in 28 presenze.
Successivamente si trasferisce ai Newcastle Jets, sempre in A-League. Ha fatto il suo debutto nella settima giornata della A-League 2015-16, subentrando a Nigel Boogaard all'82º minuto, nel pareggio per 0-0 contro l'Adelaide Utd.
Il 23 maggio 2016 ritorna all'Adelaide United. Nel 2023, viene nominato capitano della squadra.

### Nazionale
Nel 2014 ha segnato una rete in 2 presenze con la maglia della nazionale australiana Under-23.